# Schwarzer Weidenblattkäfer

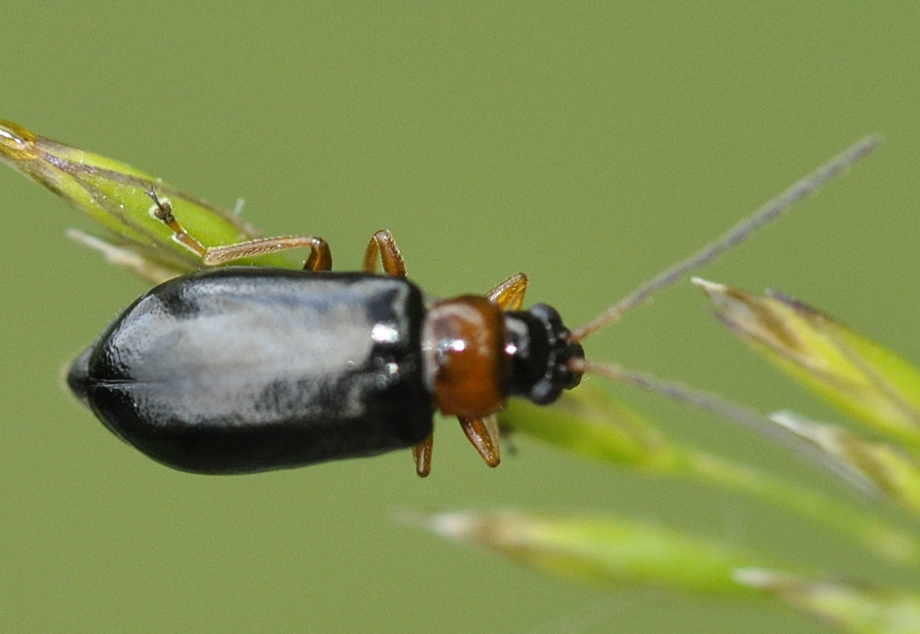
Weibchen, Dorsalansicht

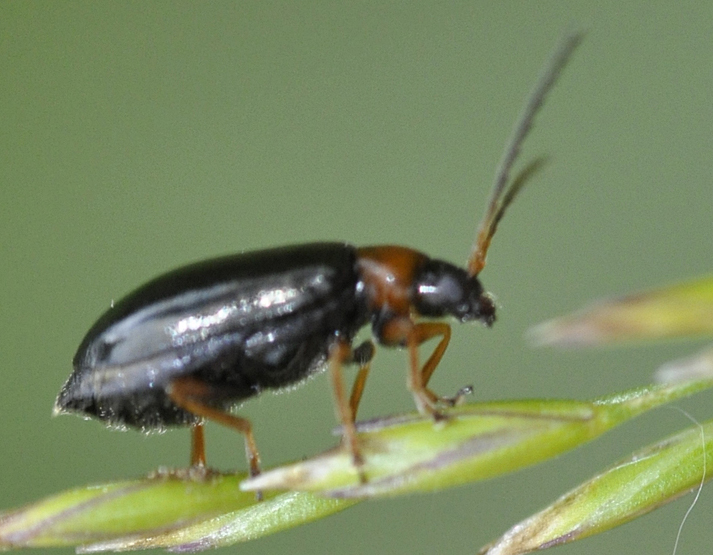
Weibchen, Seitenansicht

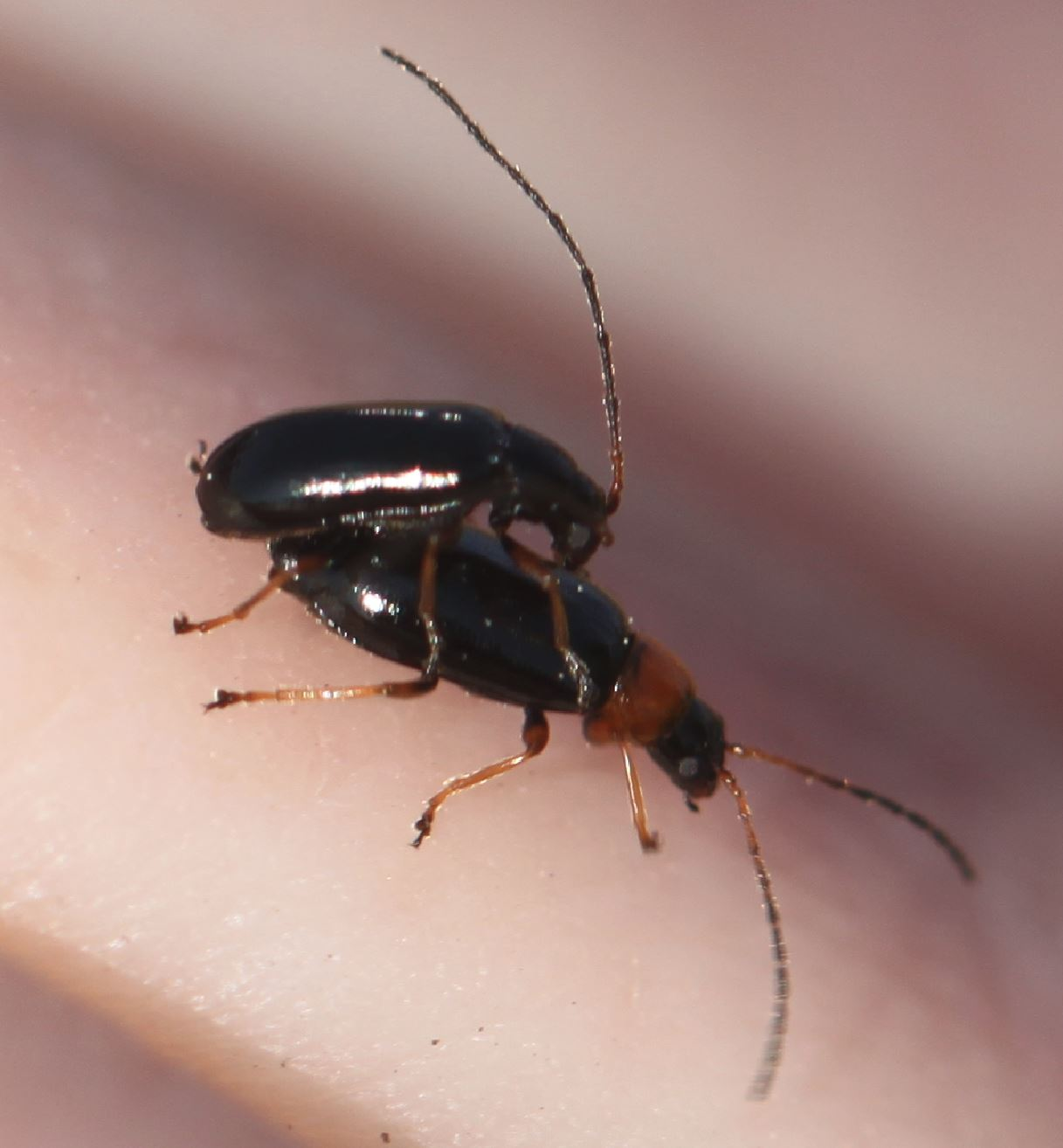
Paarung

Der Schwarze Weidenblattkäfer (Luperus luperus) ist ein Käfer aus der Familie der Blattkäfer und der Unterfamilie Galerucinae.

## Merkmale
Die Käfer sind von schlanker Gestalt mit langen Fühlern und schlanken Beinen. Sie sind 4–4,5 mm lang. Die Art weist einen Geschlechtsdimorphismus auf. Bei den Männchen sind Kopf, Halsschild und Hinterleib schwarz. Die Mittel- und Hinterschienen sind von der Mitte zur Spitze hin dunkler. Ansonsten sind die Beine mit Ausnahme der Femora, die am Ansatz schwarz sind, gelb. Die Flügeldecken sind schmaler und länglicher als die von Luperus longicornis. Sie weisen oft einen leicht grünlichen Schimmer auf. Die Augen des Männchens sind außerdem kleiner und weniger hervorstehend. Die Weibchen besitzen einen rotbraunen Halsschild. Die Beine sind mit Ausnahme der Femora, die teilweise schwarz sein können, gelb.

## Verbreitung
Die Art ist in Mitteleuropa verbreitet. Ihr Vorkommen reicht von Spanien, Frankreich, Italien, den Beneluxländer, Deutschland, der Schweiz und Österreich bis nach Osteuropa.

## Lebensweise
Die adulten Käfer beobachtet man zwischen Mai und Juli. Man findet sie gewöhnlich an Weiden (Salix). Die Larven überwintern wahrscheinlich auf Graswurzeln.

## Taxonomie
In der Literatur findet sich noch folgendes Synonym:
- Luperus lyperus (Sulzer, 1776)